# Kelly Loeffler
Kelly Lynn Loeffler (27 de novembre de 1970) és una empresària i política estatunidenca, actual senadora dels Estats Units designada per Geòrgia. També és la directora executiva (CEO) de Bakkt, una subsidiària del proveïdor de serveis financers Intercontinental Exchange, i copropietària de l'Atlanta Dream en l'Associació Nacional de Bàsquet Femení (WNBA). Loeffler va ser seleccionada com la successora del senador titular Johnny Isakson el 4 de desembre de 2019.

## Primers anys i carrera
Loeffler va néixer en Bloomington, Illinois i es va criar en una granja propera de blat de moro i soja a Stanford, Illinois, on de nena esbrossava els camps. L'any 1988, Loeffler es va graduar a l'Olympia High School de Stanford, Illinois, i va participar en els equips universitaris de bàsquet, cross country i atletisme. Loeffler es va graduar amb una llicenciatura en màrqueting al Gies College of Business de la Universitat d'Illinois a Urbana-Champaign l'any 1992. Va treballar per Toyota i després va obtenir un màster en administració d'empreses (MBA) en finances internacionals i màrqueting de l'Escola de Graduats de Negocis Kellstadt de la Universitat de DePaul l'any 1999. Va pagar els seus estudis llogant terrenys que havia heredat dels seus avis. Va treballar per Citibank, William Blair & Company i Crossroads Group després d'obtenir el seu MBA.
L'any 2002, Loeffler es va unir a l'Intercontinental Exchange, un proveïdor de serveis financers i de productes bàsics. Es va convertir en la vicepresidenta de relacions amb inversors i comunicacions corporatives. Loeffler va comprar una participació minoritària en el somni d'Atlanta de l'Associació Nacional de Bàsquet Femení (WNBA) l'any 2010. Mary Brock i Loeffler van comprar el somni d'Atlanta a Kathy Betty al 2011.Ella es va convertir en la director executiva (CEO) de Bakkt, una subsidiària d'Intercontinental Exchange, al 2018.

## Carrera política
Segons el Centre no partidista de política receptiva, Loeffler i el seu marit han donat 3.2 milions de dòlars a comitès polítics. Si bé la majoria d'aquestes donacions es van destinar al Partit Republicà, algunes es van destinar als demòcrates, inclosa una a David Scott, que va rebre 10,200$. Loeffler va donar 750 mil dòlars per Restaurar El nostre Futur, un Super PAC que recolza la campanya presidencial de 2012 de l'exgovernador Mitt Romney. El Comitè Senatorial Republicà Nacional també va rebre 247.500$ de Loeffler i el seu marit. Al maig de 2020, Sprecher va donar 1 milió de dòlars al super PAC de la campanya de reelecció de Donald Trump. Es tracta de la donació política federal més abundant que mai ha fet Sprecher.
Loeffler va considerar per primera vegada presentar-se a un càrrec públic l'any 2014. Va intentar ser la nominada del Partit Republicà en les eleccions al Senat dels Estats Units de 2014 a Geòrgia, però finalment ho va deixar córrer ja que estava pendent de l'entrada d'Intercontinental Exchange a la Borsa de Nova York.
Al novembre de 2019, Loeffler va presentar una sol·licitud per substituir el senador titular Johnny Isakson, qui havia anunciat la seva renúncia al Senat dels Estats Units, a partir del 31 de desembre, per raons de salut, després de ser reelegit l'any 2016. Ella ha declarat la seva intenció de postular-se en les eleccions especials de 2020 per completar el mandat d'Isakson. Més tard en el mateix mes, l'Atlanta Journal-Constitution va informar que Loeffler era l'elecció del governador Brian Kemp per a la candidatura, i va anunciar el 4 de desembre que la nomenaria quan el lloc quedés vacant. Loeffler té planejat gastar 20 milions de dòlars dels seus propis diners en la seva campanya de reelecció de 2020.

## Vida personal
L'any 2004, Loeffler es va casar amb el fundador i director (CEO) d'Intercontinental Exchange, Jeffrey Sprecher. Tots dos resideixen a Tuxedo Park, Atlanta, en una propietat de 10.5 milions de dòlars de 15.000 peus quadrats (uns 1,400 metres quadrats) anomenada Descante, comprada en la transacció més cara mai realitzada a Atlanta. L'agost de 2020, el The Washington Post va publicar que Loeffler i Sprecher tenien una riquesa combinada de 520 milions de dòlars, convertint-la en la senadora més rica dels Estats Units.